# Prunelli-di-Casacconi
Pour les articles homonymes, voir Prunelli.
Prunelli-di-Casacconi est une commune française située dans la circonscription départementale de la Haute-Corse et le territoire de la collectivité de Corse. Le village appartient à la piève de Casacconi, en Castagniccia.

## Urbanisme

### Typologie
Au 1er janvier 2024, Prunelli-di-Casacconi est catégorisée commune rurale à habitat dispersé, selon la nouvelle grille communale de densité à sept niveaux définie par l'Insee en 2022.
Elle est située hors unité urbaine. Par ailleurs la commune fait partie de l'aire d'attraction de Bastia, dont elle est une commune de la couronne,. Cette aire, qui regroupe 93 communes, est catégorisée dans les aires de 50 000 à moins de 200 000 habitants,.

### Occupation des sols
L'occupation des sols de la commune, telle qu'elle ressort de la base de données européenne d’occupation biophysique des sols Corine Land Cover (CLC), est marquée par l'importance des forêts et milieux semi-naturels (89,5 % en 2018), une proportion identique à celle de 1990 (90,4 %). La répartition détaillée en 2018 est la suivante : 
forêts (63,2 %), milieux à végétation arbustive et/ou herbacée (26,3 %), zones agricoles hétérogènes (10,5 %). L'évolution de l’occupation des sols de la commune et de ses infrastructures peut être observée sur les différentes représentations cartographiques du territoire : la carte de Cassini (XVIIIe siècle), la carte d'état-major (1820-1866) et les cartes ou photos aériennes de l'IGN pour la période actuelle (1950 à aujourd'hui).

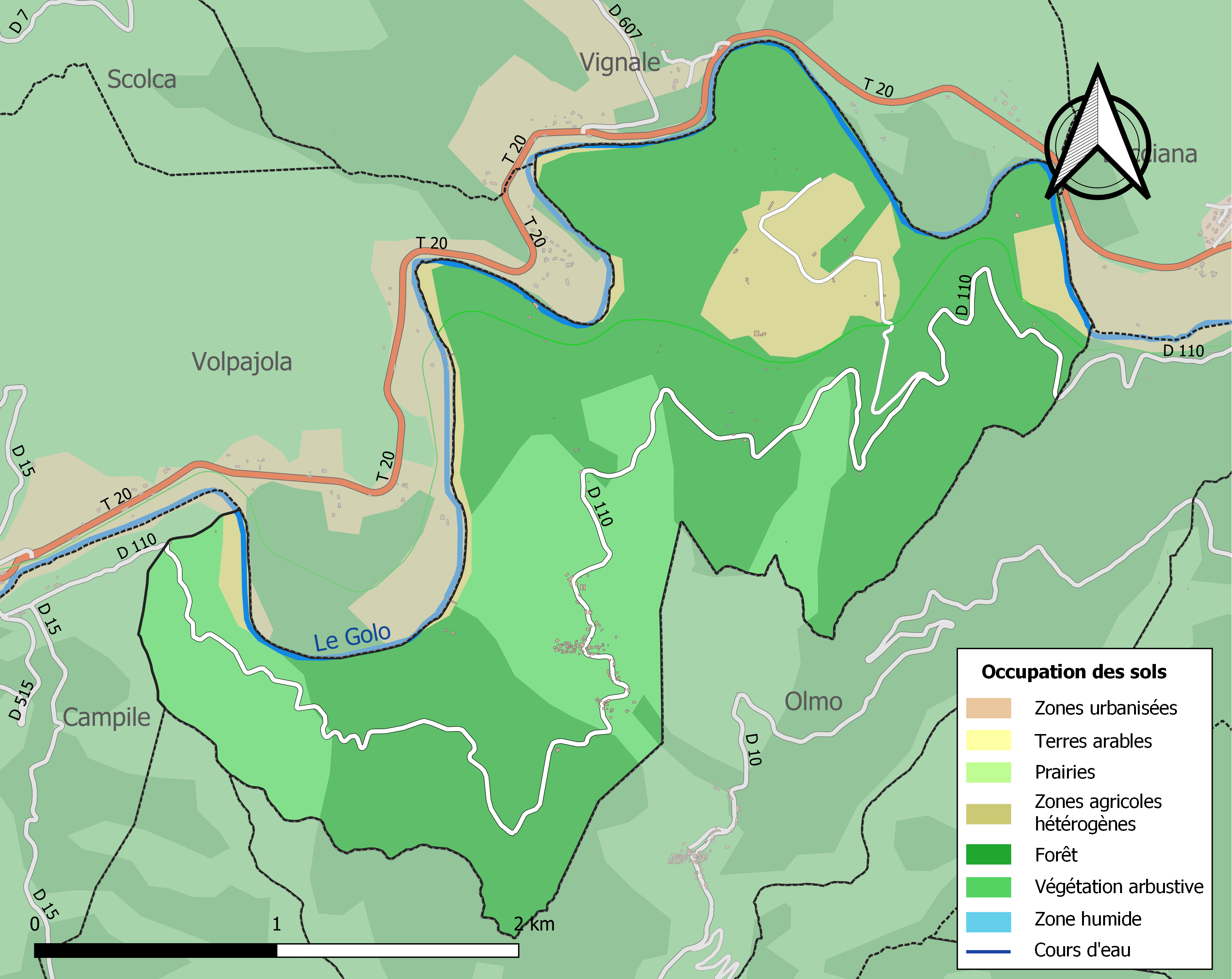
Carte des infrastructures et de l'occupation des sols de la commune en 2018 (CLC).

## Histoire
Saint Quilicus autrement dit saint Cyr est le saint patron de la commune de Prunelli di Casacconi et de Olmo di Casacconi.

## Politique et administration
| Période                                  | Période    | Identité                        | Étiquette | Qualité       |
| ---------------------------------------- | ---------- | ------------------------------- | --------- | ------------- |
| 1800                                     | 1803       | Santini                         |           |               |
| 1808                                     |            | Felice Raffaelli                |           |               |
| 1808                                     |            | Giacomo Antonio Filippi         |           |               |
| 1816                                     | 1818       | Casalta                         |           |               |
| 1824                                     |            | Francesco Maria Agostini        |           |               |
| 1824                                     | 1825       | Nunzio Filippi                  |           |               |
| 1834                                     |            | Paul Jérome Mariotti            |           | Notaire       |
| 1858                                     |            | Clément Filippi                 |           |               |
| 1875                                     | 1877       | Antoine François Raffaelli      |           |               |
| 1888                                     |            | Mariotti                        |           |               |
| 1907                                     |            | Felix Agostini                  |           |               |
| 1923                                     |            | Don Thomas Paoletti             |           |               |
| 1943                                     | 1969       | Ange Casabianca                 | PCF       |               |
| ?mars 1971                               | mars 1989? | François Agostini               | PCF       | Maire en 1971 |
| mars 1989                                | mars 2008  | Marie-Louise Agostini-Ogliastro | PCF       |               |
| mars 2008                                | mars 2014  | Francois Mariotti               |           |               |
| mars 2014                                | En cours   | Christiane Mariotti             | DVG       | Retraitée     |
| Les données manquantes sont à compléter. |            |                                 |           |               |

## Démographie
Prunelli-di-Casacconi a compté jusqu'à 668 habitants en 1921. C'est à partir de 1954 (522 habitants), que sa population a fortement diminué, tombant à 220 habitants en 1962.

L'évolution du nombre d'habitants est connue à travers les recensements de la population effectués dans la commune depuis 1800. Pour les communes de moins de 10 000 habitants, une enquête de recensement portant sur toute la population est réalisée tous les cinq ans, les populations de référence des années intermédiaires étant quant à elles estimées par interpolation ou extrapolation. Pour la commune, le premier recensement exhaustif entrant dans le cadre du nouveau dispositif a été réalisé en 2008.

En 2022, la commune comptait 149 habitants, en évolution de −0,67 % par rapport à 2016 (Haute-Corse : +5,15 %, France hors Mayotte : +2,11 %).
| 1800 | 1806 | 1821 | 1831 | 1836 | 1841 | 1846 | 1851 | 1856 |
| ---- | ---- | ---- | ---- | ---- | ---- | ---- | ---- | ---- |
| 196  | 311  | 410  | 418  | 491  | 438  | 419  | 453  | 417  |

| 1861 | 1866 | 1872 | 1876 | 1881 | 1886 | 1891 | 1896 | 1901 |
| ---- | ---- | ---- | ---- | ---- | ---- | ---- | ---- | ---- |
| 502  | 521  | 499  | 519  | 609  | 663  | 591  | 574  | 563  |

| 1906 | 1911 | 1921 | 1926 | 1931 | 1936 | 1946 | 1954 | 1962 |
| ---- | ---- | ---- | ---- | ---- | ---- | ---- | ---- | ---- |
| 529  | 560  | 668  | 622  | 526  | 549  | 548  | 522  | 220  |

| 1968 | 1975 | 1982 | 1990 | 1999 | 2006 | 2008 | 2013 | 2018 |
| ---- | ---- | ---- | ---- | ---- | ---- | ---- | ---- | ---- |
| 198  | 184  | 183  | 146  | 162  | 161  | 161  | 151  | 151  |

| 2022 | - | - | - | - | - | - | - | - |
| ---- | - | - | - | - | - | - | - | - |
| 149  | - | - | - | - | - | - | - | - |

## Lieux et monuments

### Architecture civile

#### Maisons remarquables
Sur un bâti de 146 maisons (INSEE), 37 ont été repérées et 5 étudiées. Toutes ces dernières sont reprises à l'Inventaire général du patrimoine culturel.
Elles ont été conçues en schiste, moellon et enduit entre le XVIIe siècle et le XXe siècle ; leurs toits à longs pans sont couverts d'ardoise ou de tuile creuse mécanique.

#### École
L'édifice à trois niveaux, a été construit limite XIXe et XXe siècles. Il ne figurait pas sur le cadastre de 1875. Le bâtiment aux façades austères, est doté d'un escalier intérieur. Son toit à longs pans est couvert d'ardoises. L'école est reprise à l'Inventaire général du patrimoine culturel.

#### Pont génois de Chioselli
Le pont génois à trois arches enjambant le ruisseau de Casacconi, situé près de « Chioselli », peut dater du XVIIe siècle ou XVIIIe siècle. Il a été construit selon l'archétype des ingénieurs de la république de Gênes.  Il est en mauvais état. Il est repris à l'Inventaire général du patrimoine culturel.

#### Pont de chemin de fer
Ce pont des Chemins de fer de Corse, se situe près du lieu-dit Vergaghio où il enjambe le Golo.
Il est repris à l'Inventaire général du patrimoine culturel.

#### Centrale hydroélectrique
La centrale dont il ne reste que des vestiges, est située sur le ruisseau de Casacconi, près de Chioselli. Elle date du 2e quart du XXe siècle.
Elle est reprise à l'Inventaire général du patrimoine culturel.

#### Château fort
Ce château en ruine se situe au lieu-dit Castelluccio. C'est un ensemble fortifié, formé d'une enceinte, d'une maison forte et d'une tour. Selon le chroniqueur du Giovanni della Grossa, Il avait été construit en 1202, par le seigneur et comte de Corse Giudice de Cinarca. 
L'ensemble est repris à l'Inventaire général du patrimoine culturel.

#### Fontaine et abreuvoir
La fontaine a été réalisée en 1925, sous le mandat du maire Paoletti, comme l'indique l'inscription gravée sur une plaque en marbre.
Elle est reprise à l'Inventaire général du patrimoine culturel.

#### Autres
- Monument aux morts.

### Architecture sacrée

#### Église paroissialeSaint-Cyr-et-Sainte-Julitte
C'est un édifice de plan en croix latine formé de trois vaisseaux, avec le chœur séparé de la nef par une balustrade en marbre. Il est doté d'une tour-clocher.
L'église mentionnée en 1646 dans le rapport de visite pastorale de Mgr Marliani, évêque de Mariana et Accia, pourrait dater du premier quart du XVIIe siècle. Elle a été restaurée au cours du troisième quart du XIXe siècle. Le clocher a été construit en 1899 comme l'indique la date portée sur l'œuvre.
L'église est reprise à l'Inventaire général du patrimoine culturel.

#### Autres

##### Presbytère
Le presbytère figurait sur le cadastre de 1875 ; mais il peut dater du XVIIIe siècle. Remanié au cours du XIXe siècle.
Il est reprise à l'Inventaire général du patrimoine culturel.

##### Chapelle funéraire de la famille Agostini
La chapelle de plan centré, construite en 1861 (date portée sur l'édifice) au lieu-dit « Cavesi », comporte une crypte.   
Elle est reprise à l'Inventaire général du patrimoine culturel.

##### Chapelle funéraire de la famille Mazzoni Agostini
La chapelle de plan allongé, couverte d'ardoises, a été construite limite XIXe et XXe siècles au lieu-dit « Cavesi ». 
Elle est reprise à l'Inventaire général du patrimoine culturel.

##### Chapelle funéraire
La chapelle de plan centré, a été construite au cours de la 2e moitié du XIXe siècle au lieu-dit « Cavesi ». Elle est couverte d'un dôme circulaire.   
Elle est reprise à l'Inventaire général du patrimoine culturel.

## Personnalités liées à la commune
- Dominique  Perfetti (1904-1944) résistant pendant la guerre à Lyon, il est arrêté dans cette ville et fusillé le 24 novembre 1944 à Hersbruck[23].
- Michel Orso, né dans le village le 12 décembre 1936, est un chanteur auteur-compositeur-interprète.